# Sanayi (Pendik)
Sanayi est un quartier du district de Pendik de la métropole d'Istanbul.